# Генеральний суд УНР
Генеральний суд — найвищий судовий орган Української Народної Республіки і Української Держави в 1917—1918 роках створений законом УЦР від 2(15 грудня) 1917 року (за іншими даними 4 (17 грудня) 1917).
Організація і порядок діяльності Генерального суду визначався даним законом до прийняття Установчими Зборами України Конституції УНР. Генеральний суд складався з трьох департаментів: цивільного, карного, адміністративного. Виконував свої функції на території всієї України і мав здійснювати нагляд за судовою діяльністю суддів УНР, в межах, установлених законом. Члени Генерального суду мали звання генеральних суддів. Керівництво Генерального суду належало старшому за віком генеральному судді.
15 (2) січня 1918 року Центральна Рада затвердила перший склад Генерального Суду УНР. Вибори генеральних суддів було проведено у два етапи, голосував 41 член Малої ради. Спочатку були обрані: М. Пухтинський, П. Ачкасов, О. Бутовський, М. Радченко, О. Хруцький, Ф. Попов, С. Шелухін, Г. Шіянов, а згодом — П. Яценко, М. Василенко, К. Товкач, А. Марголін та М. Чернявський.
Розташовувався Генеральний Суд УНР у приміщенні «присутственних місць» на Софійській площі (вул. Володимирська, 15).
Перше засідання Генерального Суду відбулося того ж 15 січня 1918 року, про що повідомив на засіданні дев'ятої сесії Центральної Ради генеральний суддя С. Шелухін з нагоди оприлюднення ІV Універсалу, яким проголошувалося, що «однині Українська Народна Республіка стає самостійною, ні від кого незалежною, вільною, суверенною державою українського народу».
При Генеральному суді створювалась прокуратура (прокураторія). Законом Ради Міністрів Української Держави від 2 червня 1918 року, повноваження Генерального суду були продовжені до утворення Державного Сенату (8 липня 1918 року). До складу сенату входили три генеральних судді — адміністративний, карний, цивільний.
В лютому 1919 р. в період «вінницького» урядування Української Народної Республіки новим міністром юстиції Дмитром Марковичем відповідно до закону «Про скасування Державного сенату та утворення Найвищого суду УНР на підставі Закону Центральної Ради» фактично відновлювався колишній Генеральний суд. Найвищий суд УНР складався з трьох департаментів: адміністративного, цивільного та карного, голови яких підпорядковувались Найвищому судді.
У 2017 році сторіччя з дня утворення Генерального Суду Української Народної Республіки відзначалося на державному рівні. До цієї дати приурочено початок роботи новосформованого за судовою реформою Верховного Суду.